# Juho Kusti Paasikivi
Johan Gustaf Hellstén (27 de noviembre de 1870-14 de diciembre de 1956), más conocido como Juho Kusti Paasikivi, fue un político finlandés, séptimo presidente de la República de Finlandia (1946-1956). Además ejerció como primer ministro en 1918 y en 1944-1946. Antes de ser presidente había sido director general del banco nacional de acciones, entre 1914 y 1934. Fue elegido presidente en 1946, tras la dimisión de Carl Gustaf Emil Mannerheim.